# Суджа (станция)
Станция Суджа — непассажирская промежуточная железнодорожная станция Московской железной дороги на исторической железной дороге Льгов-Киевский — Родаково. Обслуживает пограничный город Суджа Курской области.
Станция Суджа Северо-Донецкой железной дороги была открыта в 1910 году, а осенью 1911 года здесь началось регулярное грузовое и пассажирское сообщение. Конечным пунктом на товарно-пассажирской узкоколейной железной дороге станции Корнево Московско—Киево-Воронежской железной дороги протяженностью 38 верст соорудили на левом берегу Суджа. постройки, и все что можно — перевозили на железную дорогу Нежин — Чернигов, которую строили в 1920-х годах.
В 1905—1909 годах рассматривались альтернативные варианты трассировки Донецко-Петербургской железной дороги, проект которой с 1906 года называли «Северно-Донецкой железной дорогой». Рассматривались три варианта трассировки участка от Харькова до Льгова этой проектируемой железной дороги, два из которых предполагали наличие грузопассажирской станции по Судже, один — по Любимовке. В результате, созданное в 1907 году акционерное общество Северо-Донецкой железной дороги, при поддержке сахарозаводчика Ф.Юсупова, добилось трассировки этого участка железной дороги через Суджу. В 1910 году станция уже действовала, — ее соорудили на правом берегу реки Суджа в 3 верстах от конечной станции вышеупомянутой узкоколейной железной дороги.
Еще в 1900 году было предложено строительство железной дороги Обоянь — Суджа. В 1911 году этот проект — один из главных по развитию рельсовой сети Курян, который рассматривался в Харьковском подрайонном комитете по перевозке грузов. В 1911—1915 годах рассматривались проекты широкопутных железных дорог Суджа — Обоянь, Суджа — Сумы, Курск — Суджа — Сумы — Кременчуг. Кроме того, рассматривался вариант перешивки узкоколейной железной дороги Суджа — Рыльск на широкий путь
Тяжелый профиль пути и пересеченную местность, по которой проходила узкоколейная железная. В 1910 году инженерам Яловецкому и Никитину было разрешено разработать проект железнодорожной линии от станции Суджа или Льгов через Могилев до станции Поставы Свинцянской узкоколейки, а оттуда — в Митаву, с ветвью Поставы — Калкуны или Двинск (Даугавпилс). В случае трассировки железной дороги от станции Суджа, предполагалась перешивка узкоколейки на широкий путь. В 1911 году комиссия по новым железным дорогам при министерстве финансов высказалась против строительства этой железной дороги, однако исследования продолжались. В 1914 году было решено строить магистраль в Двинск. Первая Мировая война и гражданская война в России помешали реализации планов превращения станции Суджа в узловую.
По состоянию на ноябрь 1911 года, по станции Суджа делали остановку 2 пары поездов пассажирского сообщения (почтовые и пассажирские) Льгов — Родаково с беспересадочными вагонами в Славянск, Брянск. В 1913 году в составе этих поездов появились беспересадочные вагоны в Луганск, а в 1916 году — поезд до станции Лиха Юго-Восточных железных дорог. В 1922—1924 годах через Суджу курсировала одна-единственная пара пассажирско-товарных поездов Харьков — Льгов. Что касается станции Никитовка, туда поезда и вагоны беспересадочного сообщения от станции Суджа пошли уже в первые годы советской власти: в 1926 году — на Ростов, в 1928 году — на Мариуполь. В 1924 году от станции Суджа впервые открылось беспересадочное железнодорожное пассажирское сообщение с Москвой, в 1929 году — с Ленинградом (Санкт-Петербургом). С 1950-х годов станция Суджа — один из ключевых пунктов грузопассажирского направления Донбасс — Ленинград, обходивший перегруженный Московский промышленный узел.
Развал СССР негативно отразился на пассажирском железнодорожном сообщении в приграничных районах Российской Федерации. Последний пассажирский поезд, который последовал станцию Суджа, был отменен в 1996 году, последний пригородный — в 2012 году. Сейчас от непассажирской станции Суджа отправляются только сборные грузовые поезда к станциям Псел (далее на Готный путь частично разобраны) и Льгов-Киевский.